# Оренбургский государственный институт искусств имени Л. и М. Ростроповичей
Оренбургский государственный институт искусств им. Л. и М. Ростроповичей –  государственное бюджетное
образовательное учреждение высшего профессионального образования.

## История института
Оренбургский государственный институт искусств им. Л. и М. Ростроповичей был основан на базе музыкального училища, в котором во время Великой Отечественной войне преподавал Леопольд Ростропович и учился его сын Мстислав. Начиная с 1993 года Мстислав Леопольдович ежегодно приезжал в училище, где проводил свои мастер-классы. 
1 сентября 2003 года он принёс в дар школе скрипку итальянского мастера Леонардо Рафаэлиано, созданную в 2003 году по модели А. Страдивари «Крейцер—1727 г.»

## Факультеты
- Музыкальный факультет
- Гуманитарно-творческий факультет

ВУЗ готовит музыкантов-исполнителей (фортепиано, оркестровые народные, оркестровые духовые и ударные, оркестровые струнные инструменты), вокалистов (академическое и народное пение), дирижеров, артистов драматического театра и кино, артистов музыкального театра, библиотечных работников.

## Научная деятельность
В университете ежегодно проводится российская научно-практическая конференция «Актуальные проблемы современного искусствознания: инновации и традиции».